# 磨咖啡 (歌曲)
《磨咖啡》（西班牙語：Moliendo Café）是一首委內瑞拉歌曲。這首歌寫於1958年，一般普遍認為詞曲作者為雨果·布蘭科，但存有爭議。

## 簡介
這首歌的歌詞講述了一個人在晚上研磨咖啡時，因為不得不工作而無法愛情生活而感到沮喪
。
第一位錄製《磨咖啡》的歌手是1958年的馬利歐·蘇亞雷茲（Mario Suárez）；布蘭科直到1961年才親自錄製。布蘭科的版本當年在阿根廷和日本成為排名第一的歌曲。
目前，該歌曲已有800多個多種語言版本。在日本，這首歌的名字是《咖啡倫巴》（コーヒー・ルンパ，Kōhī Runba） 。這首歌也被稱為“Dale Cavese ”，為世界著名的足球歌曲。

## 作者爭議
根據雨果·布蘭科的說法，他於1958年創作了這首歌，由於他還未成年（當時17歲），他請他的叔叔何塞·曼佐·佩羅尼 (José Manzo Perroni) 為他註冊。幾年後，佩羅尼起訴布蘭科盜用了這首作品，聲稱這首歌是他創作的，而他的侄子偷走了旋律。